# Lill-Offsjön
Lill-Offsjön är en sjö i Åre kommun i Jämtland och ingår i Indalsälvens huvudavrinningsområde. Sjön har en area på 0,527 kvadratkilometer och ligger 674,1 meter över havet. Sjön avvattnas av vattendraget Skårrån. Vid provfiske har elritsa, röding och öring fångats i sjön.

## Delavrinningsområde
Lill-Offsjön ingår i det delavrinningsområde (702220-135789) som SMHI kallar för Utloppet av Stor-Offsjön. Medelhöjden är 734 meter över havet och ytan är 15,15 kvadratkilometer. Det finns inga avrinningsområden uppströms utan avrinningsområdet är högsta punkten. Skårrån som avvattnar avrinningsområdet har biflödesordning 3, vilket innebär att vattnet flödar genom totalt 3 vattendrag innan det når havet efter 335 kilometer. Avrinningsområdet består mestadels av skog (34 procent), sankmarker (28 procent) och kalfjäll (27 procent). Avrinningsområdet har 1,69 kvadratkilometer vattenytor vilket ger det en sjöprocent på 11,2 procent.